# Tetranchyroderma paradoxum
Tetranchyroderma paradoxum är en djurart som tillhör fylumet bukhårsdjur, och som beskrevs av Thane-Fenchel 1970. Tetranchyroderma paradoxum ingår i släktet Tetranchyroderma och familjen Thaumastodermatidae. Inga underarter finns listade i Catalogue of Life.